# Canelones (massa)

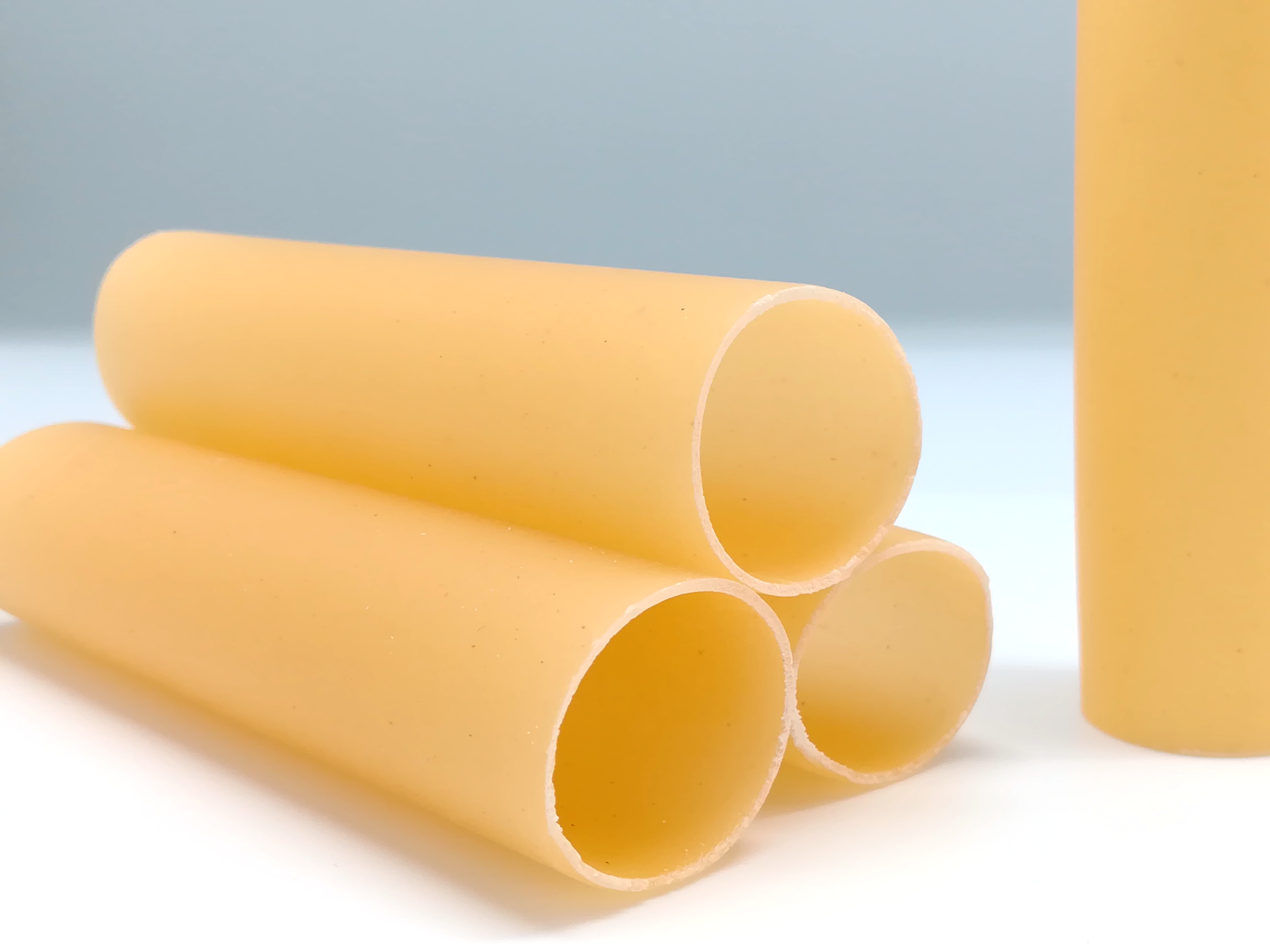
Três cannelloni

Os canelones (no étimo italiano: cannelloni) são um formato de macarrão cilíndrico da culinária italiana. 
O produto habitualmente é consumido com recheio salgado que pode incluir queijo ricota e vegetais como o espinafre, além da carne moída. Depois é coberto por um molho que pode ser de tomate clássico ou bechamel e gratinados ao forno. 
Esse tipo de macarrão é vendido tanto nas versões pré-cozida quanto na que necessita de um pré-cozimento antes de ser recheado. As dimensões são aproximadamente de 8 a 10 cm de comprimento por cerca de 2 cm de diâmetro.
Também são um prato tradicional da gastronomia catalã, onde são consumidos tradicionalmente no dia 26 de dezembro.